# Településtudomány
A településtudomány – a Magyar Tudományos Akadémia Településtudományi Akadémiai Bizottságának meghatározása szerint – az a tudomány, amely az egyes településeknek (településszórványok, tanyaközpontok, falvak, városok), a velük szoros kölcsönhatásban álló területeknek (környékeik) és a nagyobb összetett település-egységeknek (agglomerációk, régiók) egyfelől rendeltetése és működése, másfelől térbeli kialakítása, fejlesztése és megjelenése közötti összefüggésekre vonatkozó ismereteket kialakítja és rendszerezi.

## A településtudományok általános jellemzői
A településtudományok közös jellemzője, hogy alapjául kell szolgáljanak a városok és falvak tervezésének, fejlesztésének. A magyar fogalom sajátossága az angol "urban studies"-zal szemben, hogy nem különíti el a városokkal és az azokon kívüli, rurális területekkel való foglalkozást. Általános sajátosság továbbá, hogy a tudományok fejlődésével, a specializáció fokozódásával a településtudományokhoz tartozó tudományágak is változnak, és egyre több tudomány alakítja ki a területi folyamatokkal, a települések alakulásával, fejlődésével, folyamatainak vizsgálatával és elemzésével foglalkozó ágazatait. Közös jellemzője a településtudományoknak a folyamatok térbelisége, területhez kapcsolódása, és ennek kapcsán a gyakori multidiszciplinaritás, a többféle megközelítés integrációja.

## A fogalom részletezése
A településtudományokat régebben két fő területre bontották,
- a településrendezés és
- a településgazdaság (gazdálkodás)

ágazataira.
Ma inkább a fenntartható fejlődés pillérei szerinti csoportosításban
- társadalmi,
- gazdasági és
- fizikai környezeti

megközelítésű tudományágakról beszélhetünk, úgy, hogy szinte minden, a fenti szakterületekkel összefüggő tudományágnak megvan a településekkel foglalkozó ágazata.
A településtudományok részét képezik az urbanisztikának, de céljuk és módszereik alapján lényegesen különböznek a települések tervezésétől, fejlesztésétől, bár eredményeiknek felhasználhatónak kell lenniük az utóbbi, szintén az urbanisztika részét képező tevékenységek gyakorlásában, módszertani fejlesztésében.
A településtudományok – más fiatal tudományterületekhez hasonló – sajátossága, hogy az alapkutatások gyakran nem különíthetők el határozottan az alkalmazott kutatásoktól, az egyes, céljukat tekintve inkább alkalmazott kutatásnak számító munkák gyakran az alapkutatások tárát gyarapítják. Jellemzője továbbá, hogy a közigazgatás, irányítás rendszerének változásait követve változnak a kutatási területek súlypontjai is.

## A településtudományokhoz tartozó tudományterületek
A településtudományok tárháza folyamatosan változik, jellemzően bővül, így véglegese listát rögzíteni a hozzátartozó tudományágakról nem lehet. Jellemzően ide sorolt tudományágak pl. a következők:
- településelmélet,
- településföldrajz,
- településtörténet,
- településszociológia,
- településtervezés,
- településmarketing
- településgazdaság,
- településgazdálkodás,
- stb.

- építészettudomány
- közlekedéstudomány
- környezettudomány